# Podgrađe (Marija Bistrica)
Podgrađe je naselje u Republici Hrvatskoj, u sastavu Općine Marija Bistrica, Krapinsko-zagorska županija. 

## Kultura
U Podgrađu je znamenita barokna kapelica Sv. Roka iz 18. stoljeća, renovirana prema nacrtima Hermanna Bolléa u 19. stoljeću, a uz koju se veže i ljubavna legenda.
Prema legendi kontesa Karolina Sermage dala je sagraditi
kapelicu u spomen na voljenog supruga, violinista Antuna Kirschhofera,
unutar koje se nalazi i njegov nadgrobni spomenik.

## Stanovništvo
Prema popisu stanovništva iz 2001. godine, naselje je imalo 343 stanovnika te 107 obiteljskih kućanstava.
| broj stanovnika | 243   | 255   | 277   | 328   | 328   | 359   | 350   | 388   | 400   | 372   | 395   | 360   | 337   | 351   | 343   | 321   | 302   |
|                 | 1857. | 1869. | 1880. | 1890. | 1900. | 1910. | 1921. | 1931. | 1948. | 1953. | 1961. | 1971. | 1981. | 1991. | 2001. | 2011. | 2021. |